# Luis Hasa
Luis Hasa (Sora, 6 de enero de 2004) es un futbolista italiano que juega como centrocampista en la S. S. C. Napoli de la Serie A de Italia.

## Trayectoria

### Infancia e inicios
Nació en Sora, en la Provincia de Frosinone, Lacio, de padres albaneses, Arbeni y Naiada Hasa. Su hermano mayor, Alessio, empezó a jugar al fútbol junto al campo de San Domenico Savio, al que también acudió nada más dar sus primeros pasos. Debido a la herencia de sus padres, también tiene la ciudadanía albanesa.

### Carrera en clubes
Crecido en las categorías juveniles de la Juventus de Turín, en la temporada 2023/24 debutó con la Juventus Next Gen en la Serie C (el tercer nivel del fútbol italiano).
La temporada siguiente fue traspasado al Lecce de la Serie A, con el que, el 24 de septiembre de 2024, jugó 10 minutos en el partido de la Copa Italia ante el Sassuolo.
El 8 de enero de 2025 fichó por el Napoli, con el que ganó la liga, aunque sin llegar a disputar ningún partido.

## Selección nacional
Fue internacional con las selecciones sub-18, sub-19 sub-20 y sub-21 de Italia.
En junio de 2023, fue convocado por la selección sub-19 de Italia para disputar el Campeonato Europeo de la UEFA Sub-19 2023, celebrado en Malta, donde los Azzurrini conquistaron el título continental. Fue elegido como el Mejor Jugador del Torneo. Marcó un gol crucial en el último partido del Grupo A contra Polonia, que permitió a Italia avanzar a las semifinales como segunda de grupo. En la final, Hasa asistió con un preciso centro con la pierna izquierda que Michael Kayode convirtió de cabeza en el momento clave del encuentro.

## Estadísticas

### Clubes
Actualizado al último partido disputado el 24 de septiembre de 2024.
| Club                       | Div.          | Temporada     | Liga  | Liga  | Liga   | Copas nacionales | Copas nacionales | Copas nacionales | Copas internacionales | Copas internacionales | Copas internacionales | Total | Total | Total  |
| Club                       | Div.          | Temporada     | Part. | Goles | Asist. | Part.            | Goles            | Asist.           | Part.                 | Goles                 | Asist.                | Part. | Goles | Asist. |
| -------------------------- | ------------- | ------------- | ----- | ----- | ------ | ---------------- | ---------------- | ---------------- | --------------------- | --------------------- | --------------------- | ----- | ----- | ------ |
| Juventus Next Gen · Italia | 3.ª           | 2023-24       | 38    | 2     | 5      | 2                | 0                | 0                | —                     | —                     | —                     | 40    | 2     | 5      |
| Juventus Next Gen · Italia | Total club    | Total club    | 38    | 2     | 5      | 2                | 0                | 0                | 0                     | 0                     | 0                     | 40    | 2     | 5      |
| U. S. Lecce · Italia       | 1.ª           | 2024-25       | 0     | 0     | 0      | 1                | 0                | 0                | —                     | —                     | —                     | 1     | 0     | 0      |
| U. S. Lecce · Italia       | Total club    | Total club    | 0     | 0     | 0      | 1                | 0                | 0                | 0                     | 0                     | 0                     | 1     | 0     | 0      |
| S. S. C. Napoli · Italia   | 1.ª           | 2024-25       | 0     | 0     | 0      | 0                | 0                | 0                | —                     | —                     | —                     | 0     | 0     | 0      |
| S. S. C. Napoli · Italia   | Total club    | Total club    | 0     | 0     | 0      | 0                | 0                | 0                | 0                     | 0                     | 0                     | 0     | 0     | 0      |
| Total carrera              | Total carrera | Total carrera | 38    | 2     | 5      | 3                | 0                | 0                | 0                     | 0                     | 0                     | 41    | 2     | 5      |

## Palmarés

### Títulos nacionales
| Título  | Club            | País   | Año  |
| ------- | --------------- | ------ | ---- |
| Serie A | S. S. C. Napoli | Italia | 2025 |